# Hiram Edson
Hiram Edson (1806 - 1882) fue un pionero de la Iglesia Adventista del Séptimo Día, conocido por haber introducido la doctrina del Santuario celestial (juicio investigador) en la iglesia. Hiram Edson era un adventista Millerista que tras el Gran Chasco se convirtió en adventista del séptimo día. Como todos los milleristas, Edson esperaba que la Segunda venida de Jesucristo se cumpliera el 22 de octubre de 1844. Esta creencia estaba basada en la interpretación de la profecía de Daniel 8:14 de los 2300 días, en que dice que "el santuario sería purificado" y que los Milleristas interpretaron como el retorno de Cristo en dicho día.

## Primeros años
En la década de 1840 vivió en una granja cerca de Port Gibson, Nueva York, un pueblecito en el Canal Erie, casi a mitad de camino entre Albany y Buffalo. Un pequeño grupo de creyentes adventistas, mayormente agricultores vivían en esa zona, y veían a Edson como su líder.

## La participación en los Milleristas
El mensaje millerista llegó a Rochester, Nueva York, en 1843 y pronto se extendió a Port Gibson. El mensaje se basa en la predicación de William Miller y predijo que Cristo volvería el año de 1843, que fue desarrollado luego al 22 de octubre de 1844. Esta creencia se basaba en el principio día-año y una interpretación de los 2300 días mencionados en Daniel 8:14 que predijo que "el santuario sería purificado". Los milleristas entendieron este versículo como la Venida de Cristo para "limpiar" la tierra.
Edson, un Metodista, escuchó y aceptó el mensaje en una serie de evangelización. En el último día de la serie, Edson quedó impresionado al visitar a un vecino a punto de morir y pedir por su curación en el nombre del Señor. Él se guió por este pensamiento, entrar a la casa del vecino entrada la noche y poniendo sus manos sobre él. Se dice que el vecino de inmediato se quitó las mantas, se levantó de la cama, y comenzó a alabar a Dios. Pronto toda la casa estaba haciendo lo mismo.
Esa misma noche Edson creía que el Señor le dijo que se empiezan a predicar el mensaje del Advenimiento con sus amigos y vecinos. Luchó con el pensamiento de día, encontrar esto más difícil de hacer incluso que la curación de los enfermos. Por último, actuó en su creencia y pronto trescientos o cuatrocientos de sus vecinos aceptaron el mensaje de Adventista también.

## El Gran Chasco
Edson pasado el 22 de octubre 1844 con los amigos de espera para el evento, y fue el corazón roto cuando Jesús no regresó como se esperaba. Más tarde escribió:

"Nuestras más profundas esperanzas y expectativas fueron destruidas, y un espíritu de llanto se apoderó de nosotros como nunca antes había experimentado. Parecía que la pérdida de todos los amigos terrenales podría haber sido sin comparación. Lloramos, y lloramos, hasta el amanecer".

Conforme pasaban las horas, Edson reflexionó sobre los acontecimientos del año anterior. Él creía que había sido dado el poder de curar a los enfermos, y que había visto cientos de amigos a su vez a Jesús como resultado de su predicación. Su confianza no tardó en volver, y sugirió que él y algunos amigos cercanos visitar algunos Adventistas (O Milleristas) para animarlos. En la mañana del 23 de octubre se les pasa por milpa de Edson en el que afirmó haber tenido una visión. En esta visión, Edson llegó a comprender que "la purificación del santuario" significa que Jesús se estaba moviendo desde el lugar santo al Lugar Santísimo en el santuario celestial, Y no a la Segunda Venida de Jesús a la tierra:

"Comenzamos, y mientras pasábamos por un gran sembradío me detuve a la mitad de aquel campo. El cielo parecía abierto a mi vista, y vi claramente que en vez de que nuestro Sumo sacerdote esté dejando el Lugar Santísimo en el Santuario celestial para venir a esta tierra en el décimo día del séptimo mes, Él entró por primera vez en esa fecha al segundo recinto de aquel santuario; y que tenía una obra que llevar a cabo en el Lugar Santísimo antes de venir a la Tierra".

Edson compartió lo que creía ver con muchos de los Adventistas locales que se vieron muy alentados por su cuenta. Como resultado Edson comenzó a estudiar la Biblia con dos de los otros creyentes en la zona, O. R. L. Báculo y Franklin B. Hahn, Que publicaron sus hallazgos en un artículo llamado Día-Dawn. Este trabajo explora la parábola bíblica de las diez vírgenes, que describe un grupo de mujeres que esperaban en una boda que el novio llegue. El novio, que se cree que simbolizan a Cristo, se ha retrasado, de los cuales los hombres vieron un paralelo en su propia situación. Trataron de explicar por qué el "novio" había permanecido. El artículo también explora el concepto del día de la expiación y lo que los autores llamaron "nuestra cronología de los acontecimientos".
Los resultados publicados por Báculo, Hahn y Edson dado lugar a una nueva comprensión sobre el santuario en el cielo. Su artículo explica cómo había un santuario en el cielo, que Cristo, el divino Sumo Sacerdote, fue a limpiar. Los creyentes entendieron esta limpieza a ser lo que los 2300 días de Daniel se refería. Esta creencia se conoce como el juicio investigador, relato publicado por Báculo usando la visión de Edson entró en la posesión de Jaime White (Esposo de Elena G. de White) Y Joseph Bates, el último de los cuales visitaron a Edson en Nueva York y lo convirtió en Adventista del séptimo día.

## Una vida más
Al término de una reactivación en 1855, Edson fue ordenado para una iglesia local mayor. Durante muchos años después de la "Gran Decepción" cuando Jesús no vino como se esperaba, continuó como un predicador laico, en colaboración con Joseph Bates, J. N. Andrews, Y J. N. Loughborough. Siguió a la granja en el verano para pagar sus gastos. En 1850 vendió agrícola Puerto Gibson para ayudar a apoyar el movimiento Sabático, y vendió una granja segundo dos años más tarde en Port Byron, Nueva York a fin de que James White pudiera comprar una imprenta en Rochester. El movimiento Adventista Sabático se organizó formalmente como Iglesia Adventista del Séptimo Día 1863. Edson fue acreditado como ministro en 1870.